# Nisse Kjellström

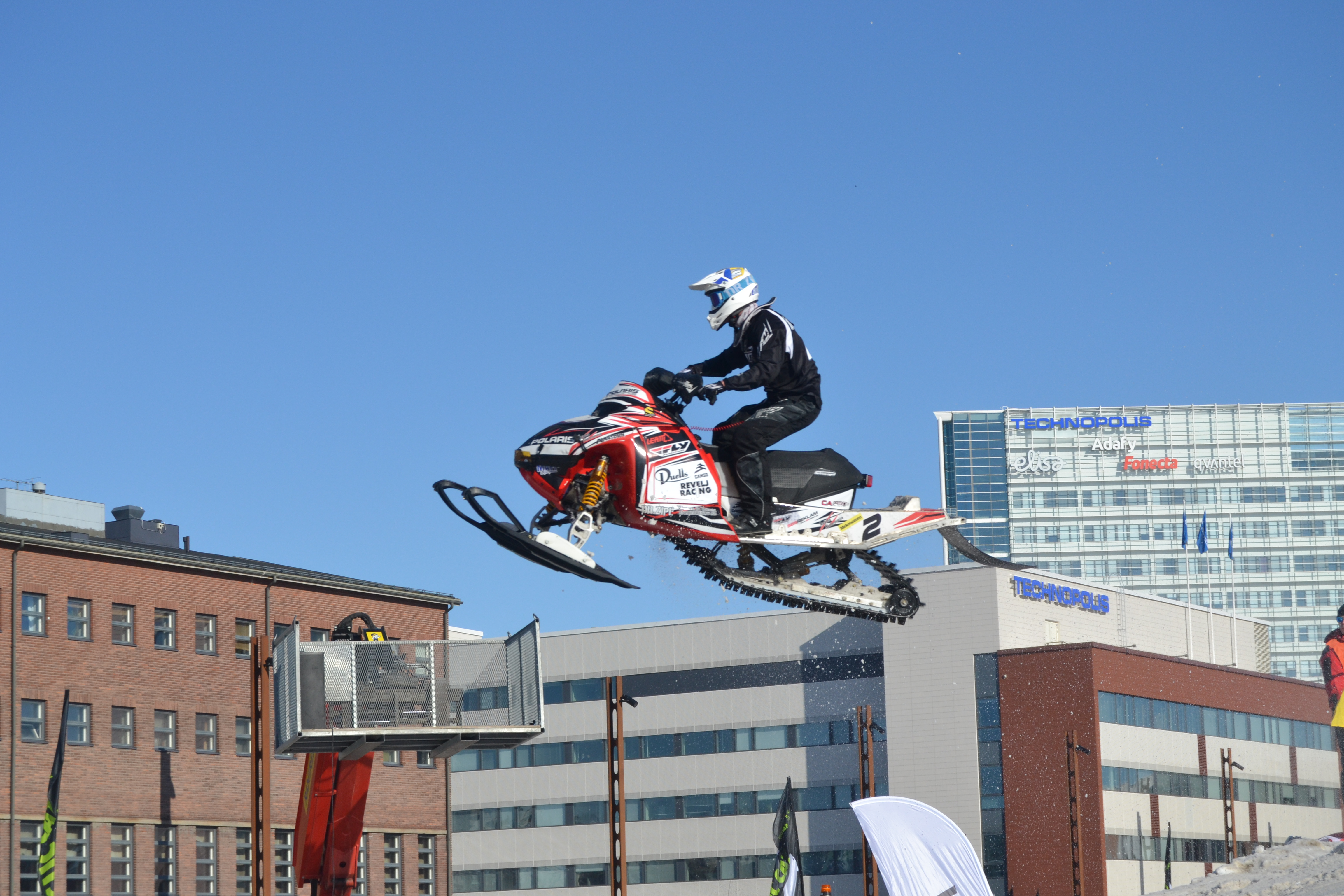
Kjellström i VM 2016

Nisse Jonas Kjellström, född 23 april 1995, är en professionell svensk skotercrossförare från Djupvik i Söderhamn. Kjellström har vunnit två SM-medaljer i stadioncross, varav ett guld vunnet på hemmaplan i Söderhamn under SM-veckan 1 februari 2017 samt ett silver i Örebro 2015.